# Kisajtolás

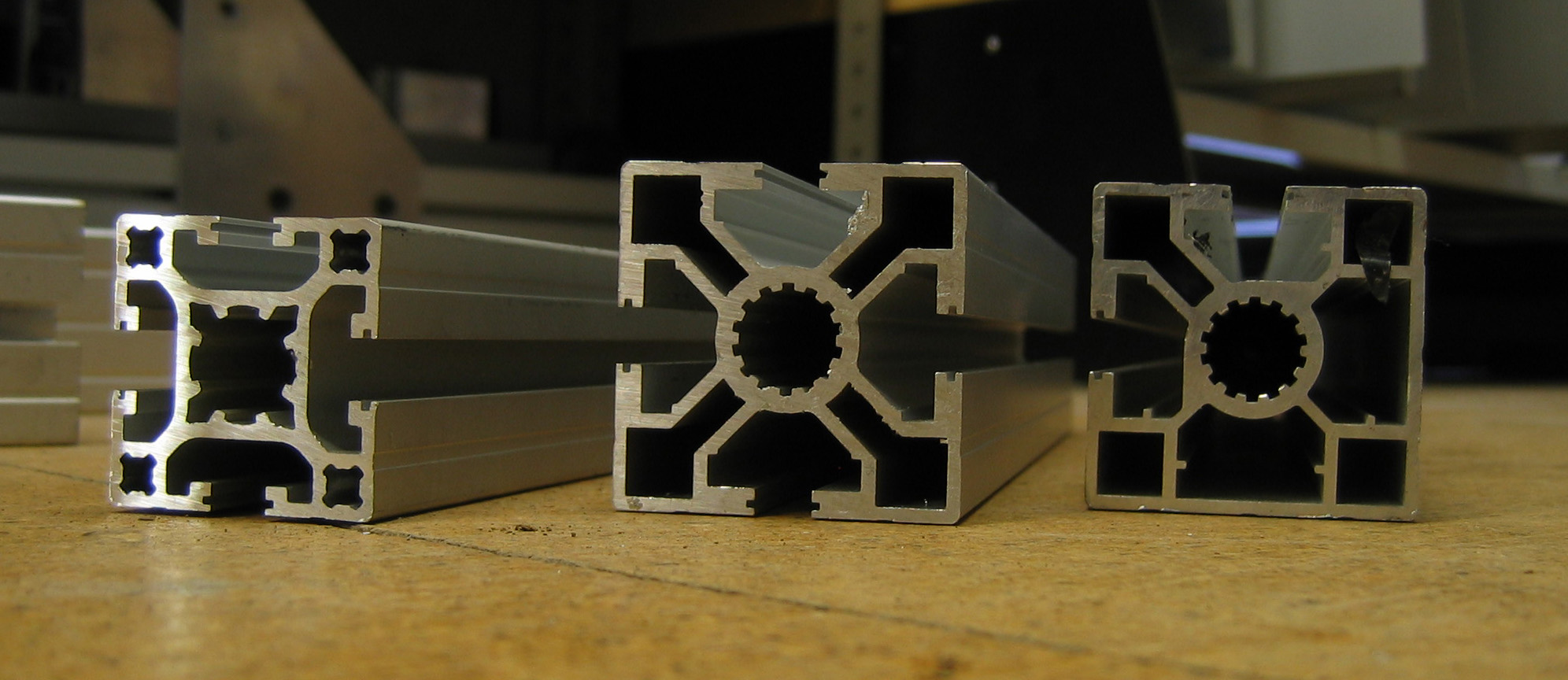
Kisajtolt alumíniumprofilok

A kisajtolás a fémek képlékeny alakításának az az eljárása, amikor egy fémtuskót egy eléje helyezett nyíláson átpréselünk. A kisajtolás régebben használt neve az extrudálás volt. A kiáramló anyag szelvénye megegyezik a nyílás keresztmetszetével. A kisajtolt profil lehet tömör, de lehet igen változatos üreges alakú is. A nyílást tartalmazó elemet sajtolószerszámnak nevezik, a sajtolóerőt kifejtő részt sajtolótüskének, a préstuskót felvevő, az körbeölelő alkatrészt pedig recipiensnek vagy felvevőnek.

Kisajtolási módszerek

A kisajtolás célja különböző alakú rudak (idomok, profilok), csövek és kábelköpenyek előállítása. Munkamódszer szerint megkülönböztetünk
- direkt kisajtolást és
- indirekt kisajtolást.

Direkt kisajtoláskor a sajtolótüske mozgásiránya megegyezik a termék kifolyási irányával. Indirekt kisajtoláskor a sajtolótüske és a kisajtolt anyag mozgásának iránya ellentétes.
Kisajtolással minden képlékenyen alakítható fém, fémötvözet feldolgozható. A kiinduló anyag általában kör szelvényű öntött tuskó. Direkt kisajtoláskor a préstuskót az alakítási folyamat során végigtolják a recipiensben, aminek következtében a két felület között komoly súrlódóerő lép fel, ami az alakító gép nyomóerejét terheli – a hasznosítható alakítóerő rovására. A súrlódás csökkentése érdekében a tuskó felületét kenni kell (de a súrlódóerőt küszöböli ki az indirekt kisajtolás is). A kenőanyag függ az alakított anyagtól és a hőmérséklettől. 700 °C fölött igen jó kenőhatást biztosítanak a különböző szilikátüvegek. Magasabb hőmérsékleteken fémporokat, fémvegyületeket stb. használnak.
A kisajtolást általában fekvő helyzetű hidraulikus sajtóval végzik, de álló mechanikus sajtó is szóba jöhet.